# Свифт, Льюис
Льюис Свифт (англ. Lewis A. Swift, 29 февраля 1820, Кларксон, Нью-Йорк — 5 января 1913, Марафон, Нью-Йорк) — американский астроном.

## Биография
Свифт обнаружил несколько комет, например, короткопериодическую комету Свифта-Таттля, а также более 1000 объектов Нового общего каталога.
Свифт не имел университетского образования.

## Признание
Свифт был удостоен степени доктора философии  Рочестерского университета.
Свифт получил больше медалей, чем любой другой астроном своего времени, включая три золотые медали из Австрийской академии наук в Вене, четыре  бронзовые медали от астрономического общества Тихого океана и медаль Лапласа от Société astronomique de France (французского астрономического общества).  
В 1897 году он был первым человеком, награждённым медалью Джексона-Гвилта Королевского астрономического общества.
Астероид 5035 Свифт назван в его честь, как и лунный кратер Свифт.